# Ranunculus cangshanicus
Ranunculus cangshanicus är en ranunkelväxtart som beskrevs av Wen Tsai Wang. Ranunculus cangshanicus ingår i släktet ranunkler, och familjen ranunkelväxter. Inga underarter finns listade i Catalogue of Life.